# Mantu
Pour le plat de la cuisine afghane, voir mantu (cuisine afghane).
Mantu (signifie conseiller en sanskrit) est un groupe international de conseil en management dont le siège social est à Genève, en Suisse. Fondé en 2007 sous le nom d'Amaris, il est devenu Mantu en 2019.

## Histoire
Mantu a été fondée en 2007 par deux Français, Olivier Brourhant et Olivier Tisseyre, à Genève. À l’origine nommé Amaris, le cabinet proposait du conseil organisationnel dans le secteur bancaire.
En 2008, l’entreprise s’installe en France et en Espagne.
En 2012, Amaris rachète Thales Information Systems Austria. Cette acquisition lui permet d’élargir son périmètre à 27 pays et de pénétrer le marché du cloud computing. Qloudwise, la plateforme de services cloud d’Amaris, a été lancée en mars 2012 en Autriche.
En 2013, Amaris fait une nouvelle acquisition : la filiale italienne de Thales SAP. Annoncée début 2014, celle-ci renforce son expertise et ses compétences SAP[source insuffisante].
En 2014, le groupe poursuit son internationalisation et s’implante sur 3 continents avec l’ouverture de bureaux aux États-Unis, en Turquie, en Grèce, en Italie, Irlande et au Vietnam.
En 2019, le groupe change de nom pour devenir Mantu avec une offre qui couvre dorénavant l’ensemble de la transformation des entreprises, avec 7 types d'activité et une dizaine de marques.

## Activité
L'entreprise se présente comme une société de conseil en stratégie et services aux entreprises, notamment dans les domaines suivants systèmes et technologies de l'information, biotechnologie et ingénierie, innovation, recrutement et transformation RH, e-réputation et e-marketing, développement web et événementiel, marketing digital et développement (web et apps),.
En 2021, le groupe Mantu est présent dans +60 pays et compte quelque 7 000 salariés. Le capital de l’entreprise est détenu à 100% par la direction et les équipes. Le groupe investit également dans des sociétés comme ekWateur, fournisseur d'électricité verte et de gaz. 
| 2007 | 2008 | 2009 | 2010 | 2011 | 2012                     | 2013 | 2014                      | 2015 | 2016 | 2017 | 2018 | 2019 | 2020 | 2021 | 2022 |
| ---- | ---- | ---- | ---- | ---- | ------------------------ | ---- | ------------------------- | ---- | ---- | ---- | ---- | ---- | ---- | ---- | ---- |
| 20   | 100  | 200  | 400  | 640  | 920 (dont 170 en France) | 1120 | 1510[source insuffisante] | 2050 | 2650 | 3650 | 5000 | 6500 | 7750 | 7000 | 8500 |

| 2007 | 2008  | 2009   | 2010   | 2011   | 2012   | 2013   | 2014                        | 2015    | 2016    | 2017    | 2018    | 2019    | 2020    | 2021   | 2022   |
| ---- | ----- | ------ | ------ | ------ | ------ | ------ | --------------------------- | ------- | ------- | ------- | ------- | ------- | ------- | ------ | ------ |
| 720  | 6 470 | 10 670 | 16 830 | 30 820 | 49 961 | 55 000 | 78 000[source insuffisante] | 105 000 | 140 000 | 210 000 | 320 000 | 450 000 | 565 000 | 565000 | 670000 |